# Konzertsaal Palanga

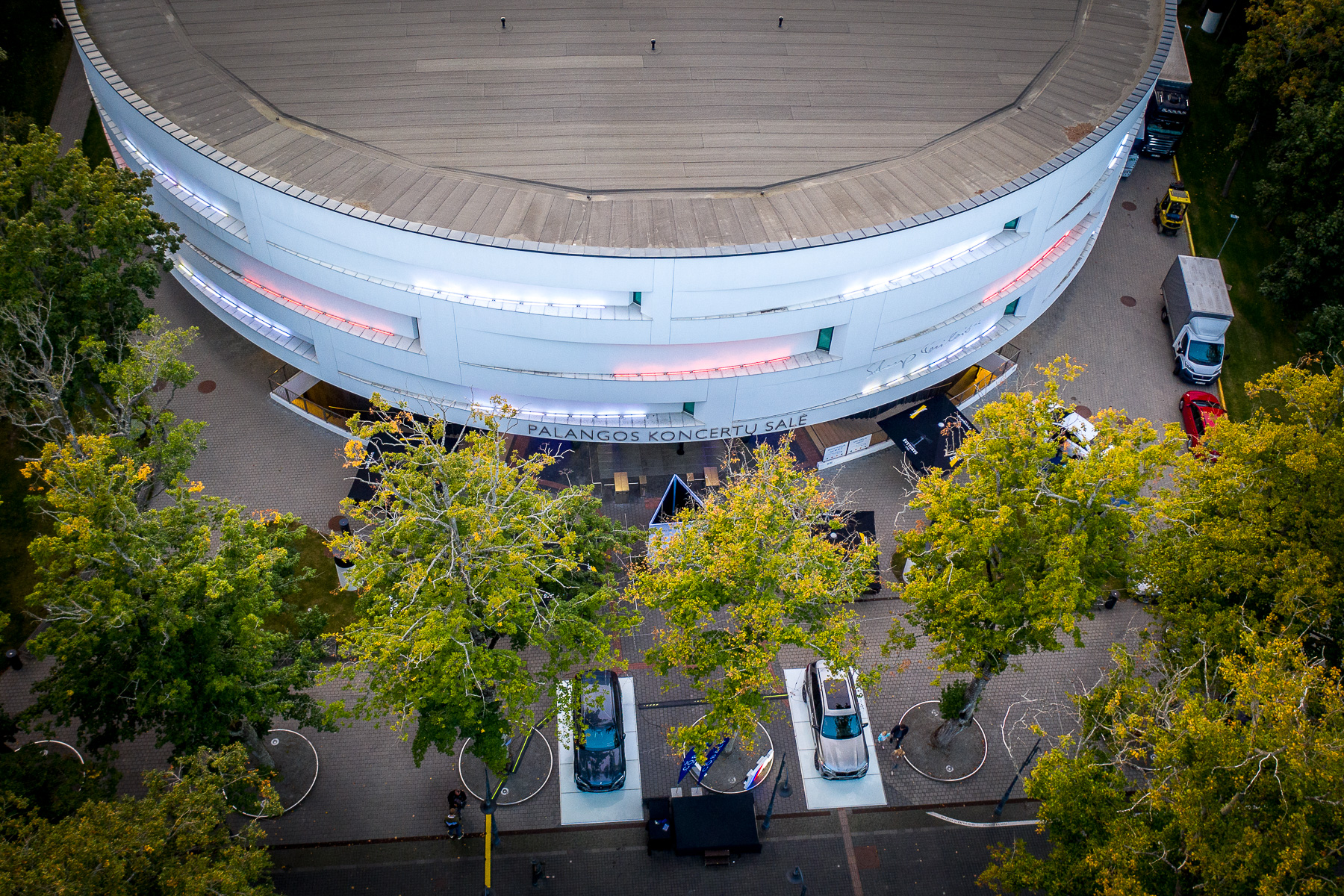

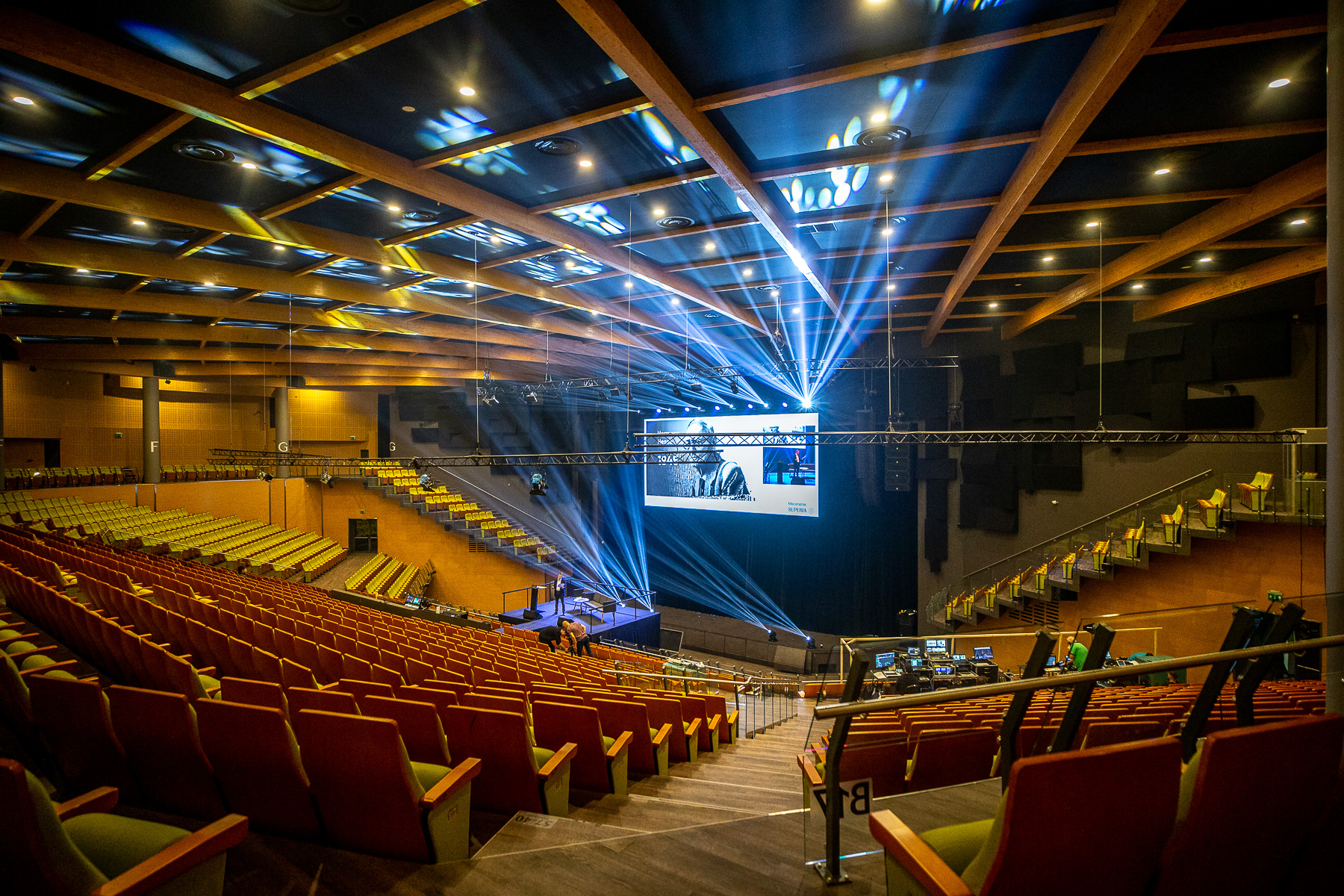

Der Konzertsaal Palanga (lit. Palangos koncertų salė) ist ein Konzerthaus mit 2200 Sitzplätzen in Palanga, Litauen. Der Saal befindet sich im Stadtzentrum (Vytauto-Str. 43) und ist geeignet nicht nur für Konzerte, sondern auch Festivals, TV-Projekte, Konferenzen und andere Veranstaltungen. Davor gab es die Sommerestrade der Stadt Palanga. Sie wurde ab dem Oktober 2013 rekonstruiert und bis zum Winter 2015 neu gestaltet. Der neue Konzertsaal wurde im Dezember 2015 geöffnet. Der Architekt war Algirdas Stripinis. Der Saal wurde von UAB Conresta gebaut. Der Gesamtwert der Arbeiten war über 7 Mio. Euro (25 Mio. Litas). Der Inhaber des Konzerthauses ist die Stadtgemeinde Palanga.